# رابرت سی. وینتروپ
رابرت سی. وینتروپ (به انگلیسی: Robert Charles Winthrop) سناتور سابق عضو حزب ویگ بود. وی در سال ۱۸۵۰ تا ۱۸۵۱ میلادی سناتور ایالت ماساچوست در سنای ایالات متحده آمریکا بود.